# Paolo Barison
Paolo Barison (23. juni 1936 - 17. april 1979) var en italiensk fodboldspiller (angriber) og -træner.
Barison spillede gennem karrieren for en lang række store klubber i hjemlandet, heriblandt Genoa, AC Milan, AS Roma og Napoli. Han vandt det italienske mesterskab med Milan én gang, i 1962.
For det italienske landshold spillede Barison ni kampe. Han var med i truppen til VM 1966 i England og spillede to af italienernes kampe i turneringen.

## Titler
Serie A
- 1962 med AC Milan